# ناتی (خواننده تایلندی)
آنات‌چایا سوپوت‌هیپونگ (تایلندی: อาณัชญา สุพุทธิพงศ์؛ انگلیسی: Anatchaya Suputhipong؛ زادهٔ ۳۰ مه ۲۰۰۲) که بیشتر به نام ناتی (کره‌ای: 나띠؛ انگلیسی: Natty) شناخته می‌شود، خواننده تایلندی ساکن کره جنوبی است. او بیشتر به عنوان حضور در برنامه رقابتی شبکه ام‌نت به نام شانزده شناخته می‌شود. در مه ۲۰۲۰ او فعالیت انفرادی خود را آغاز کرد. ناتی در ژوئیه ۲۰۲۳ به عنوان عضو گروه کیس آو لایف فعالیتش را آغاز کرد.